# Musikarrangörer i samverkan
Musikarrangörer I samverkan – MAIS är ett samarbetsorgan för riksförbund inom musikområdet som organiserar och företräder ideellt organiserade och fria musikarrangörer över hela landet.  Tillsammans representerar våra förbund c:a 1 500 musikföreningar som anordnar uppemot 10 000 konserter årligen. Vi räknar med att över 100 000 personer arbetar aktivt i föreningarna. Många av våra arrangörer är betydande uppdragsgivare för det professionella musiklivet.

De tio riksförbund (2022) som ingår i MAIS representerar närmare 1 400 arrangerande musikföreningar i Sverige. I föreningarna finns 120 000 enskilda medlemmar och man arrangerar årligen upp emot 10 000 musikarrangemang med mångdubbelt fler arbetstillfällen för i de flesta fall frilansande musiker. Medlemsförbund 2022 var: Folk You,  Kammarmusikförbundet, Kontaktnätet, Riksförbundet Arrangörer av Nutida Konstmusik (RANK), Riksförbundet för Folkmusik och Dans (RFoD), Riksförbundet Visan i Sverige (Vis) Svensk Jazz, Sveriges Orkesterförbund, Sveriges Spelmäns Riksförbund (SSR) och Sweden Festivals.
Historia i korthet
MAIS bildades 1996, då som ett informellt nätverk. Initiativtagare var Anders Jansson, Kammarmusikförbundets dåvarande ordförandesom även valdes till MAIS ordförande då den ideella föreningen MAIS hade sitt första årsmöte i april 2006. Andra ordförande sedan dess är bland andra Bengt Hall, Anders Jalkéus, Vanessa Labañino, Lisa Sand och nuvarande Johan Redin.
Finansiering
MAIS har ett verksamhetsstöd från Kulturrådet och redan från början fick MAIS-gruppen stöd från såväl Kulturrådet som dåvarande Rikskonserter. Under åren har vi också fått projektbidrag från bland andra Statens Musikverk, Ungdomsstyrelsen och länsmusiken

## Verksamhet
Påverkansarbete
Kulturpolitiskt är och har MAIS varit en stark aktör, inte minst under åren då Kulturutredningen med de efterföljande utredningarna om Musikplattformen (Statens Musikverk) och regionaliseringen av kulturlivet. Vi genomförde uppvaktningar, beställde egna utredningar och var av kulturdepartementet utsedd remissinstans. Vi bevakar sedan dess utfallet av regionaliseringen ur det fria musiklivets perspektiv, och har regelbunden kontakt med flera av de regionala kulturavdelningarna inom landstingen.
Vi har uppvaktat politiker och kulturutskott, kulturdepartementet, myndigheter och samarbetspartners, i syfte att stärka både anslagen till de fria musikarrangörerna, och deras status.
MAIS är också återkommande remissinstans vad gäller skattefrågor som rör det fria kulturlivet. Exempelvis satt MAIS i finansdepartementets referensgrupp i samband med momsutredningen.
Kompetenshöjande insatser
Mais arrangerar olika större arrangörskurser för förbundens medlemmar på olika platser i landet (Exempelvis i Uppsala, Västerås, Borås och Sundsvall). Under många år har MAIS stått bakom konceptet CHECK! och anordnat flera kompetenshöjande workshopdagar för arrangörer.
Den första arrangörshandboken online
Redan hösten 1999 lanserades MAIS arrangörshandbok, den första i sitt slag som gjordes direkt för publicering på internet. Arrangörshandboken fick ett stort genomslag också utanför det fria musiklivets kretsar och har betytt mycket som en samlad informationskälla för landets musikarrangörer, inte minst vad gäller skatteregler. En helt omarbetad version av arrangörshandboken presenterades hösten 2013 – www.arrangorshandboken.se.